# Newtownards
Newtownards is een plaats in het Noord-Ierse historische graafschap County Down, aan de kustlijn van Strangford Lough. De plaats telt 27.821 inwoners. Newtonards is een bestuursplaats van het district Ards and North Down.

## Geboren
- Eddie Irvine (1965), Formule 1-coureur
- Martyn Irvine (1985), baanwielrenner

Ballyhalbert · Ballywalter · Banbridge · Bryansford · Carryduff · Castlewellan · Comber · Crawfordsburn · Donaghadee · Downpatrick · Dromara · Dundonald · Gilnahirk · Gransha · Greyabbey · Holywood · Helen's Bay · Kilkeel · Lisburn · Newry (oost) · Newtownards · Seahill · Warrenpoint